# Mirza Nasir-ud-Din Masood
Mirza Nasir-ud-Din Masood (ur. 23 kwietnia 1906 w Delhi, zm. 21 września 1991 tamże) – indyjski hokeista na trawie. Złoty medalista olimpijski z Berlina.
Zawody w 1936 były jego jedynymi igrzyskami olimpijskimi. W turnieju wystąpił tylko w jednym spotkaniu.